# Denis Mandarino
Denis Mandarino (São Paulo, 7 maggio 1964) è un artista, compositore e scrittore brasiliano.

## Biografia
Discende da spagnoli per parte di madre e da italiani per parte di padre.
Allievo del direttore d'orchestra Hans-Joachim Koellreutter in direzione di coro ed estetica, ha studiato chitarra classica al conservatorio Maraiza e preso il diploma in un istituto d'arte di San Paolo, per poi conseguire laurea e dottorato all'Università Presbiteriana Mackenzie. È stato professore universitario dal 1987 al 2020: ha insegnato inizialmente nel suo ateneo di formazione, poi all'Universidade Bandeirante de São Paulo e all'Universidade Cruzeiro do Sul. 
Ha proposto uno studio di teoria della percezione basato sulle quattro dimensioni, in cui si afferma che i concetti di base della prospettiva rinascimentale coinvolgono quattro dimensioni, invece di tre ; nel 1997 ha creato il processo di prospettiva quadridimensionale. Ha scritto il manifesto del movimento artistico noto come Versatilismo (2007).

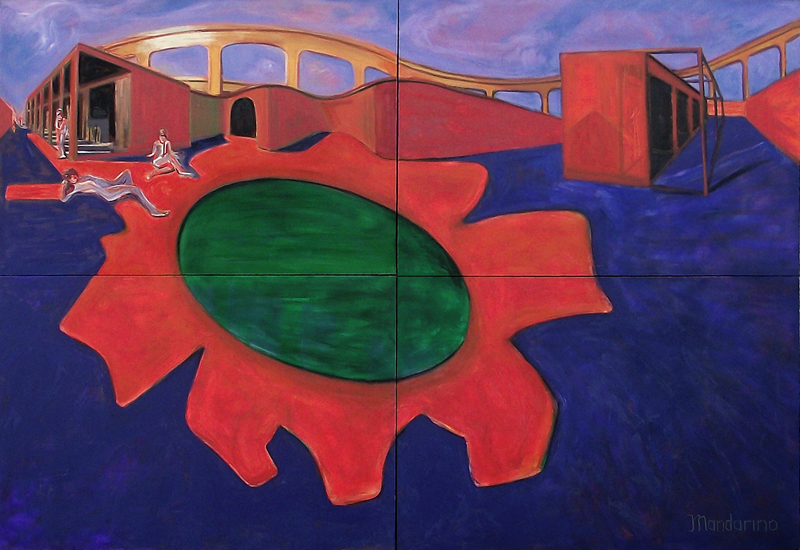
Osservazione del tempo, da Polittico (1997), prospettiva in 4D (metodo prospettico che registra sulla lavagna la visione creativa di un osservatore in movimento).

## Discografia
- Volume 1 (2003)
- Tributo (2004)
- Peças para Violão (2005)
- Instrumental (2006)
- Musa (2007)
- Renascentieval (2008)
- A Sociedade do Rei e o Xadrez (2009)
- Um Toque de Humor (2009)
- Improvisos, Variações, Releituras... (2010)
- Reconstruções (2011)
- Tributo 2 (2012)
- Versátil (2013)
- Nem Só para Crianças (2015)

## Manuali didattici
- Atelier: Comunicação & Arte (1993)[7]

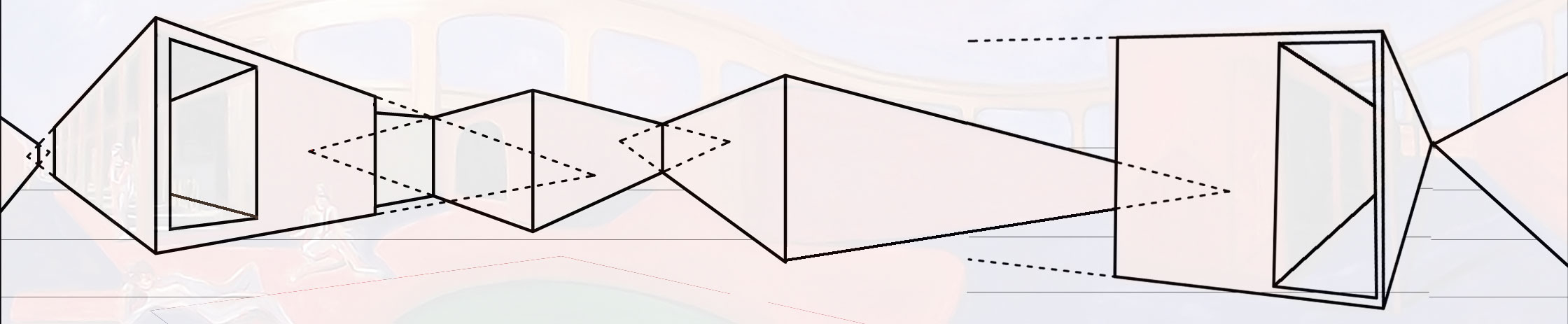
Studio di prospettiva geometrica con 9 punti di fuga. Il nono punto è fuori dai limiti dello schermo.

- Desenho projetivo e Geometria descritiva (1996)[8]
- Desenho geométrico: construções com régua e compasso (1997)[9]
- Expressão gráfica: normas e exercícios (1997)[10]
- Desenho técnico (2003)[11]
- Curso de modelagem digital em Rhinoceros 3D e renderização em 3ds MAX, Vol. 1 e 2 (2009)[12]
- CAD - Exercícios técnicos e criativos (2010)[13]
- Novas interfaces em comunicação e audiovisual (2011)[14][15]

## Galleria d'immagini

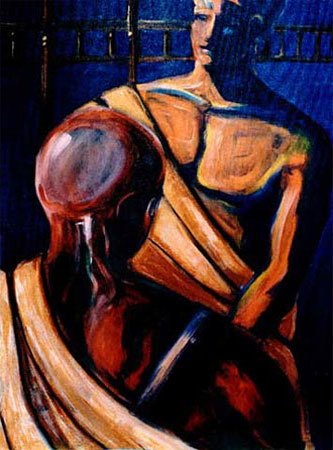
Soldati romani
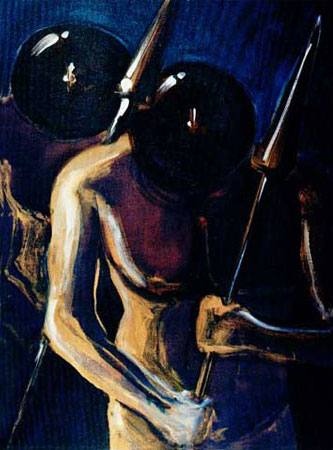
Lancieri di Maria
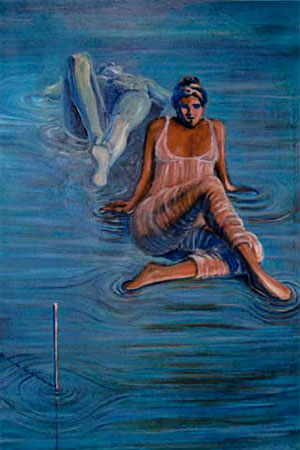
Paesaggio in blu e arancio
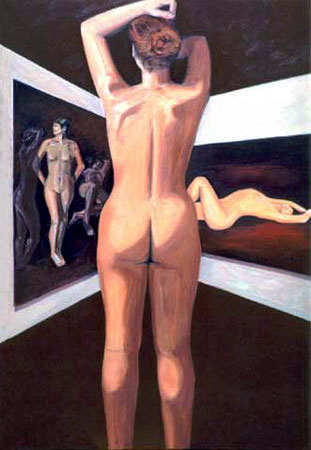
Camera di modelli
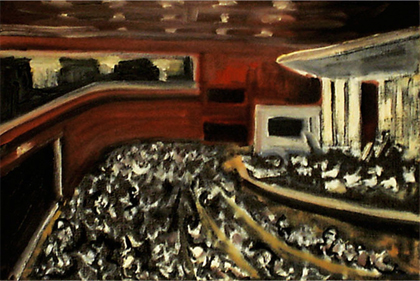
Sala da concerto
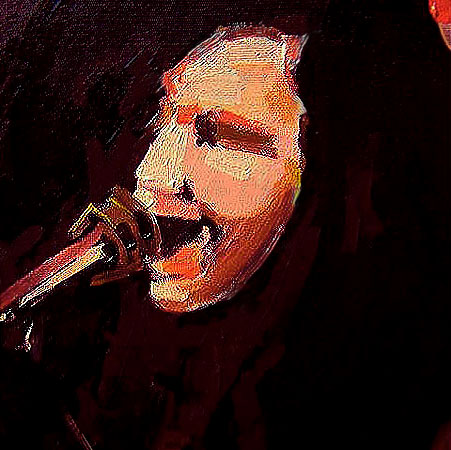
Ritratto della cantante Samia
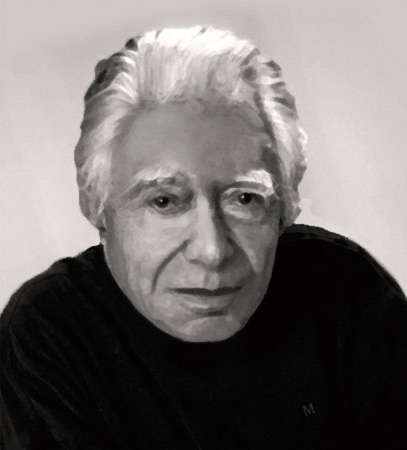
Ritratto di Hans-Joachim Koellreutter
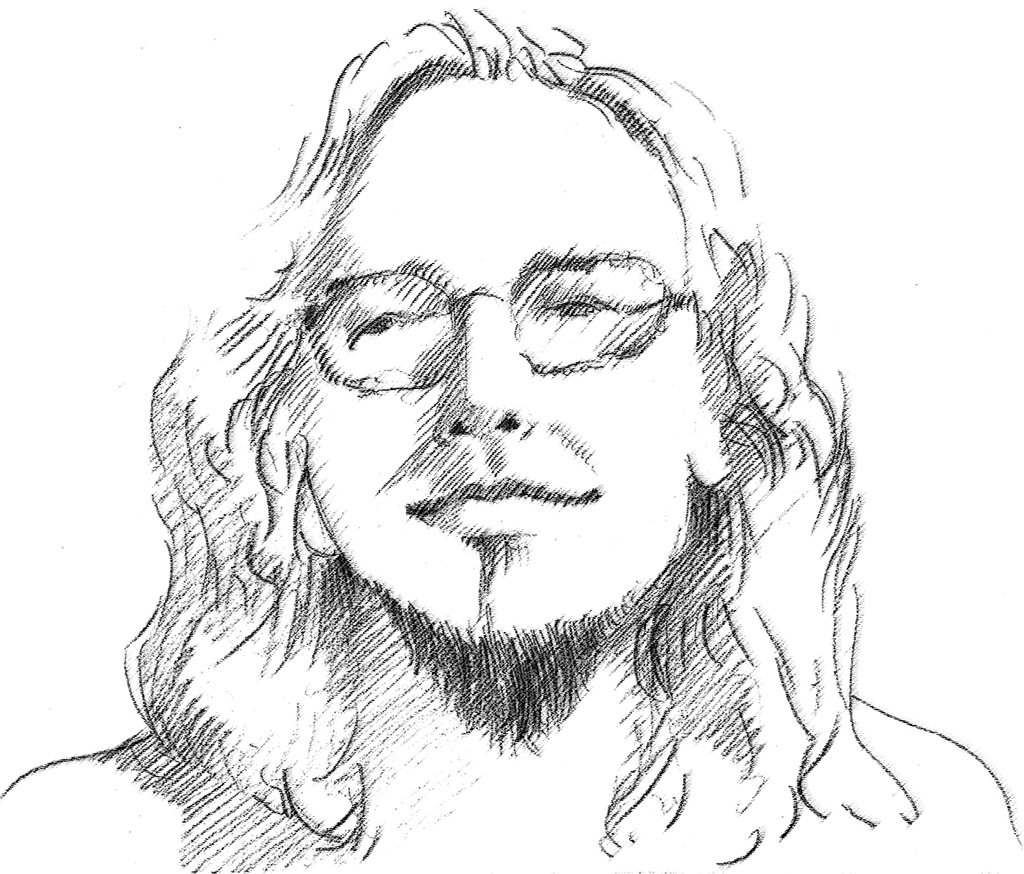
Ritratto di Rogério Skylab